# Submatriz
En matemáticas, una submatriz es una matriz formada por la selección de ciertas filas y columnas de una matriz más grande. También podemos definirla como un arreglo rectangular que se encuentra en subconjuntos específicos de las filas y columnas de la matriz dada. 

## Definición
Sea {\displaystyle A} una matriz {\displaystyle n\times m} y sean {\displaystyle I_{A}=\{1,2,...,n\}}  y  {\displaystyle J_{A}=\{1,2,...,m\}} los conjuntos de índices de las filas y columnas de {\displaystyle A} respectivamente. Definimos {\displaystyle B} una submatriz de {\displaystyle A} como la matriz resultante de escoger  {\displaystyle I_{B}\subseteq I_{A}} y {\displaystyle J_{B}\subseteq J_{A}}, donde {\displaystyle I_{B}} y {\displaystyle J_{B}} serán los índices de las filas y columnas de la matriz {\displaystyle B}.  Es decir, las filas y columnas de {\displaystyle B} corresponden a las filas y columnas  de {\displaystyle A} con los índices en {\displaystyle I_{B}} y {\displaystyle J_{B}} respectivamente.
Por ejemplo:
{\displaystyle \mathbf {A} ={\begin{bmatrix}a_{11}&a_{12}&a_{13}&a_{14}\\a_{21}&a_{22}&a_{23}&a_{24}\\a_{31}&a_{32}&a_{33}&a_{34}\end{bmatrix}}}

En este caso {\displaystyle I_{A}=\{1,2,3\}} y {\displaystyle J_{A}=\{1,2,3,4\}}, si escogemos {\displaystyle I_{B}=\{1,2\}} y  {\displaystyle J_{B}=\{1,3,4\}} obtenemos:
{\displaystyle \mathbf {B} ={\begin{bmatrix}a_{11}&a_{13}&a_{14}\\a_{21}&a_{23}&a_{24}\end{bmatrix}}}

En este ejemplo si queremos referirnos a la submatriz {\displaystyle B} sin necesidad de definirla entrada por entrada, usamos la siguiente notación, {\displaystyle B=A[\{1,2\};\{1,3,4\}]}. De manera general decimos que {\displaystyle A[I_{B};J_{B}]} es la submatriz resultante de escoger {\displaystyle I_{B}} y {\displaystyle J_{B}} como conjunto de índices de las filas y columnas de la submatriz.

## Submatriz principal
Una submatriz es principal cuando se escoge {\displaystyle I_{B}=J_{B}}, es decir los conjuntos de índices de las filas y columnas son iguales. Para facilitar la notación se escribe {\displaystyle A[I_{B};I_{B}]=A[I_{B}]}. 
Por ejemplo:
{\displaystyle \mathbf {A} ={\begin{bmatrix}a_{11}&a_{12}&a_{13}&a_{14}\\a_{21}&a_{22}&a_{23}&a_{24}\\a_{31}&a_{32}&a_{33}&a_{34}\end{bmatrix}}}
Tomando {\displaystyle I_{B}=\{2,3\}}.
{\displaystyle \mathbf {A} [\{2,3\}]={\begin{bmatrix}a_{22}&a_{23}\\a_{32}&a_{33}\end{bmatrix}}}

{\displaystyle A[\{2,3\}]} es una submatriz principal de {\displaystyle A}.

### Submatriz principal superior
Sea {\displaystyle A} una matriz cuadrada de orden {\displaystyle n} y {\displaystyle I_{A}=\{1,\dots ,n\}} el conjunto de índices de {\displaystyle A}, si tomamos {\displaystyle k\in I_{A}}, la matriz principal {\displaystyle A[\{1,\dots ,k\}]} es una submatriz principal superior de {\displaystyle A}.
{\displaystyle \mathbf {A} ={\begin{bmatrix}a_{11}&a_{12}&a_{13}&a_{14}\\a_{21}&a_{22}&a_{23}&a_{24}\\a_{31}&a_{32}&a_{33}&a_{34}\\a_{41}&a_{42}&a_{43}&a_{44}\end{bmatrix}}}

Tomando {\displaystyle k=3}:  
{\displaystyle \mathbf {A} [\{1,2,3\}]={\begin{bmatrix}a_{11}&a_{12}&a_{13}\\a_{21}&a_{22}&a_{23}\\a_{31}&a_{32}&a_{33}\end{bmatrix}}}

{\displaystyle A[\{1,2,3\}]} es una submatriz principal superior de {\displaystyle A}.

### Submatriz principal inferior
Sea {\displaystyle A} una matriz cuadrada de orden {\displaystyle n} y {\displaystyle I_{A}=\{1,\dots ,n\}} el conjunto de índices de {\displaystyle A}, si tomamos {\displaystyle k\in I_{A}} , decimos que la matriz principal {\displaystyle A[\{k,\dots ,n\}]} es una submatriz principal inferior de {\displaystyle A}.
{\displaystyle \mathbf {A} ={\begin{bmatrix}a_{11}&a_{12}&a_{13}&a_{14}\\a_{21}&a_{22}&a_{23}&a_{24}\\a_{31}&a_{32}&a_{33}&a_{34}\\a_{41}&a_{42}&a_{43}&a_{44}\end{bmatrix}}}

Tomando {\displaystyle k=2}: 

{\displaystyle \mathbf {A} [\{2,3,4\}]={\begin{bmatrix}a_{22}&a_{23}&a_{24}\\a_{32}&a_{33}&a_{34}\\a_{42}&a_{43}&a_{44}\end{bmatrix}}}

{\displaystyle A[\{2,3,4\}]} es una submatriz principal inferior de {\displaystyle A}.